# Грушівці
Гру́шівці — село в Україні, у Кельменецькій селищній громаді Дністровського району Чернівецької області.

## Географія
У селі розташований парк-пам'ятка садово-паркового мистецтва місцевого значення «Грушівецький».

## Історія
В околицях сіл Грушівців і Нагорян виявлено рештки поселень трипільської культури (ІІІ тисячоліття до н. е.), доби раннього заліза (І тисячоліття до нашої ери) та черняхівської культури (ІІ-УІ століття н. е.). На північ від села вздовж Дністра проходить так званий Траянів вал (перші століття нашої ери).
Вперше Грушівці в письмових документах згадуються в 1559 році. 
Після завершення Другої світової війни у 1946—1947 роках жителі села пережили голод, селяни зазнали репресій та колективізації.
З 1991 року в складі незалежної України.
В 2021 році шляхом об'єднання сільських рад, село увійшло до складу Кельменецької селищної громади.

### Голод 1946—1947
У с. Грушівці під час голоду у 1946—1947 рр. померло 124 людини, у т. ч -14 дітей, які народилися у 1946—1947 рр. Приміром, з одного роду Мамчулів — 10 осіб: Мамчул Дорофтей Васильович (1878), Мамчул Єфтеній Дмитрович (1825), Мамчул Іван Григорович (1881), Мамчул Іван Олесійович (1920), Мамчул Марія Іванівна (1896), Мамчул Олександр Васильович (1947), Мамчул Олександра Петрівна (1896), Мамчул Олексій Григорович (1898), Мамчул Сергій Васильович (1887), Мамчул Федора Василівна (1881).

## Населення
Згідно з переписом УРСР 1989 року чисельність наявного населення села становила 1504 особи, з яких 636 чоловіків та 868 жінок.
За переписом населення України 2001 року в селі мешкали 1322 особи.

### Мова
Розподіл населення за рідною мовою за даними перепису 2001 року:
| Мова       | Відсоток |
| ---------- | -------- |
| українська | 99,10 %  |
| російська  | 0,75 %   |
| молдовська | 0,15 %   |

## Відомі уродженці села
- Нерушка Тетяна Іванівна — нар. 21.09.1970 р., с. Грушівці Кельменецького району. У 1985 р. закінчила неповну середню школу, поступила до Новоселицького медичного училища, яке закінчила у 1988 р. Навчалася на юридичному факультеті Львівського державного університету ім. Івана Франка. У 1994—1997 рр. працювала викладачем Кіцманського державного аграрного технікуму, з 1997 р. — помічником прокурора Кіцманського району. У 2002 р. призначена суддею Кіцманського районного суду. Відповідно до Постанови Верховної Ради України від 18.09. 2008 р. обрана суддею Кіцманського районного суду безстроково.
- Голомашевич Іван Опанасович 1927 р.н., українець. Народився в селі Грушівці. Мобілізований у серпні 1944 р. Матрос в/ч 40026. Загинув у серпні 1945 р. в боях з Японією. Похований на Далекому Сході в Росії.
- Стадник Ілля Іванович 1916 р.н., українець. Народився в с. Грушівці. Мобілізований у 1944 р. Рядовий. Помер від ран 18.09.1944 р. в 325 ОМСБ. Похований у с. Лугустіни в Латвії.
- Філіпчук Ігор Венедиктович (*31.05.1977, с. Грушівці Кельменецького району — +8 липня 2014 р, селище Стукалова Балка, Слов'яносербський район, Луганська область) — старший сержант (водій) 87-го окремого аеромобільного батальйону (в/ч А2582, м. Чернівці) 80-ї окремої аеромобільної бригади. Нагороджений орденом «За мужність» ІІІ ступеня (посмертно).

## Світлини

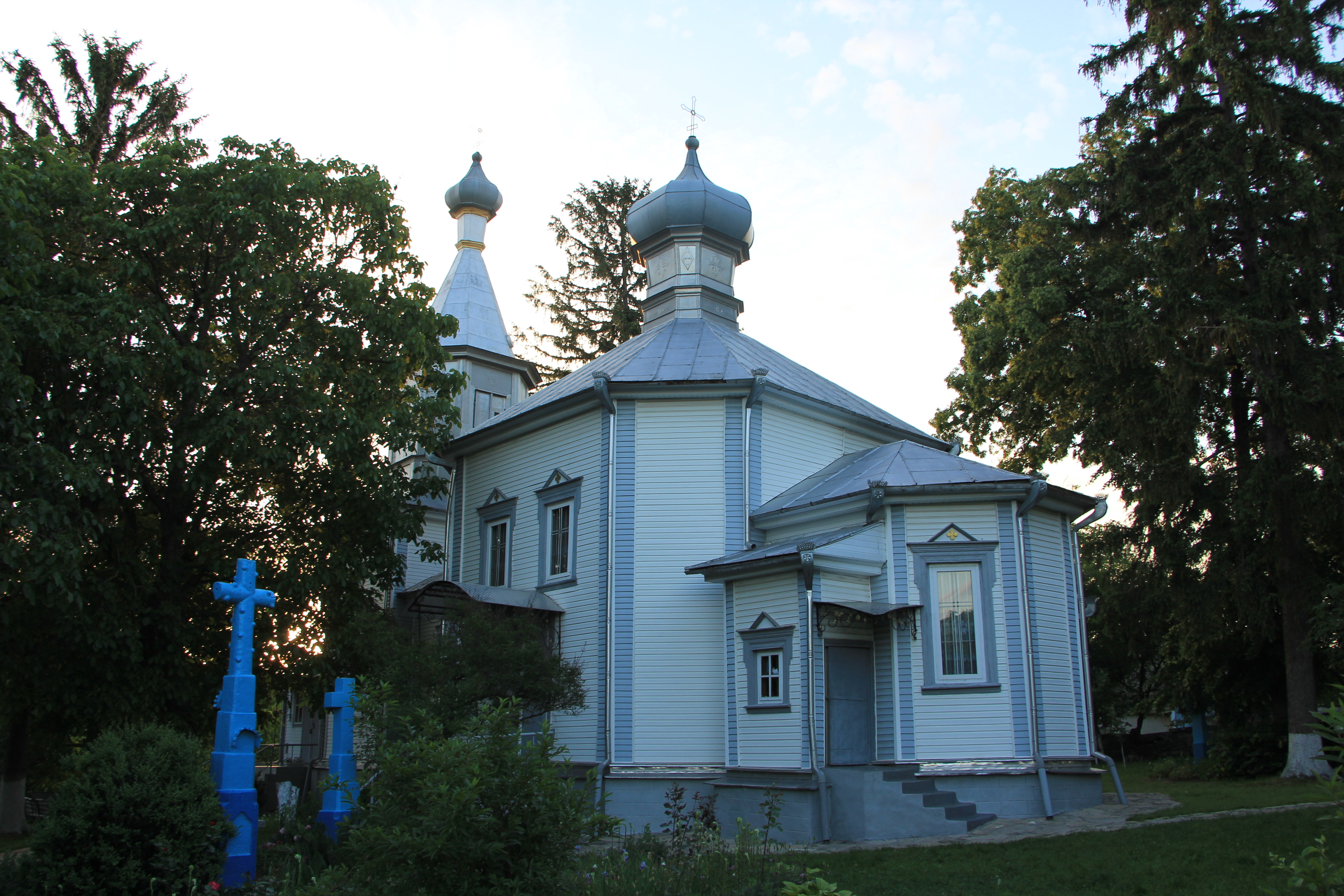
Церква Св. Миколи 1890 с. Грушівці
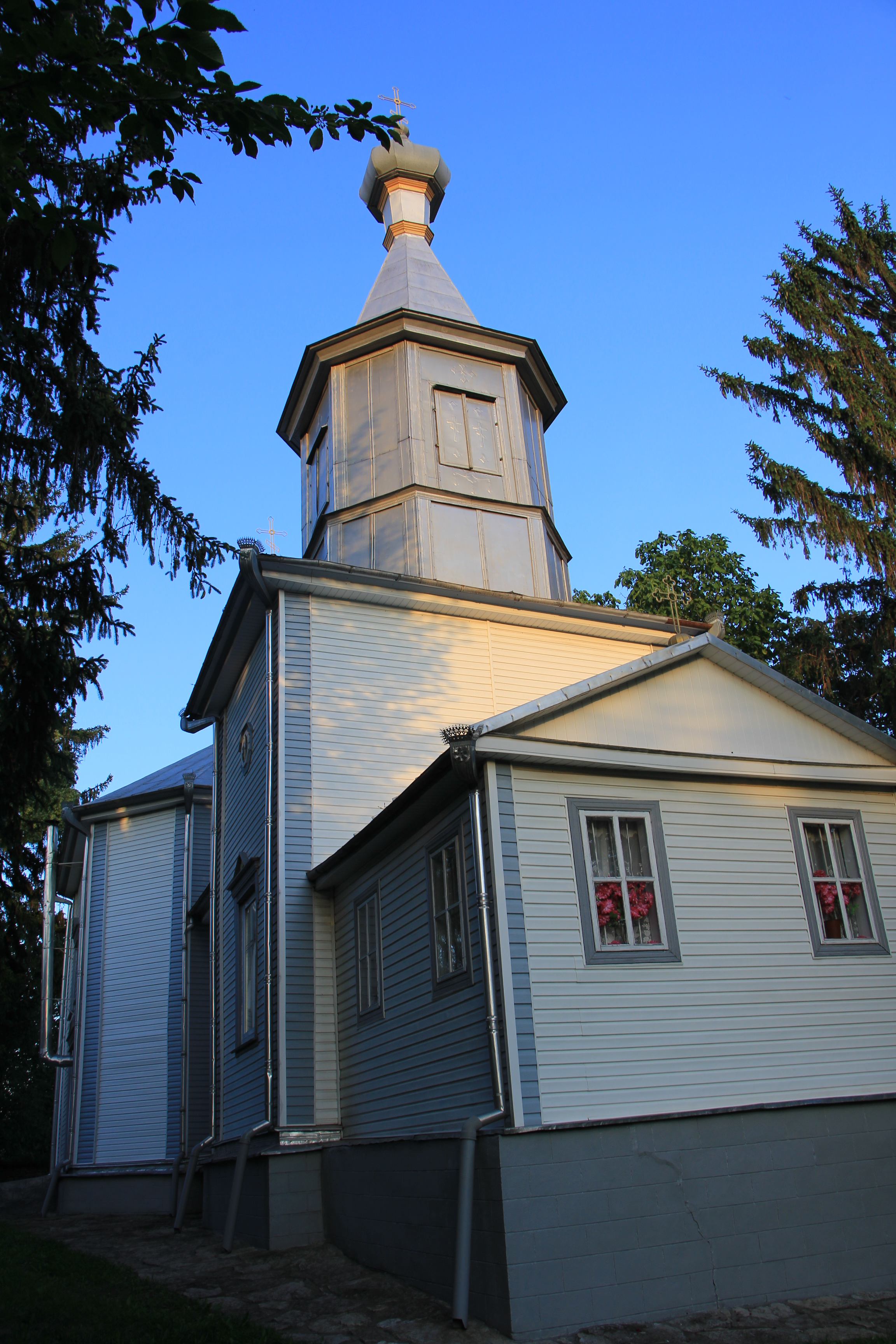
Церква Св. Миколи 1890 с. Грушівці
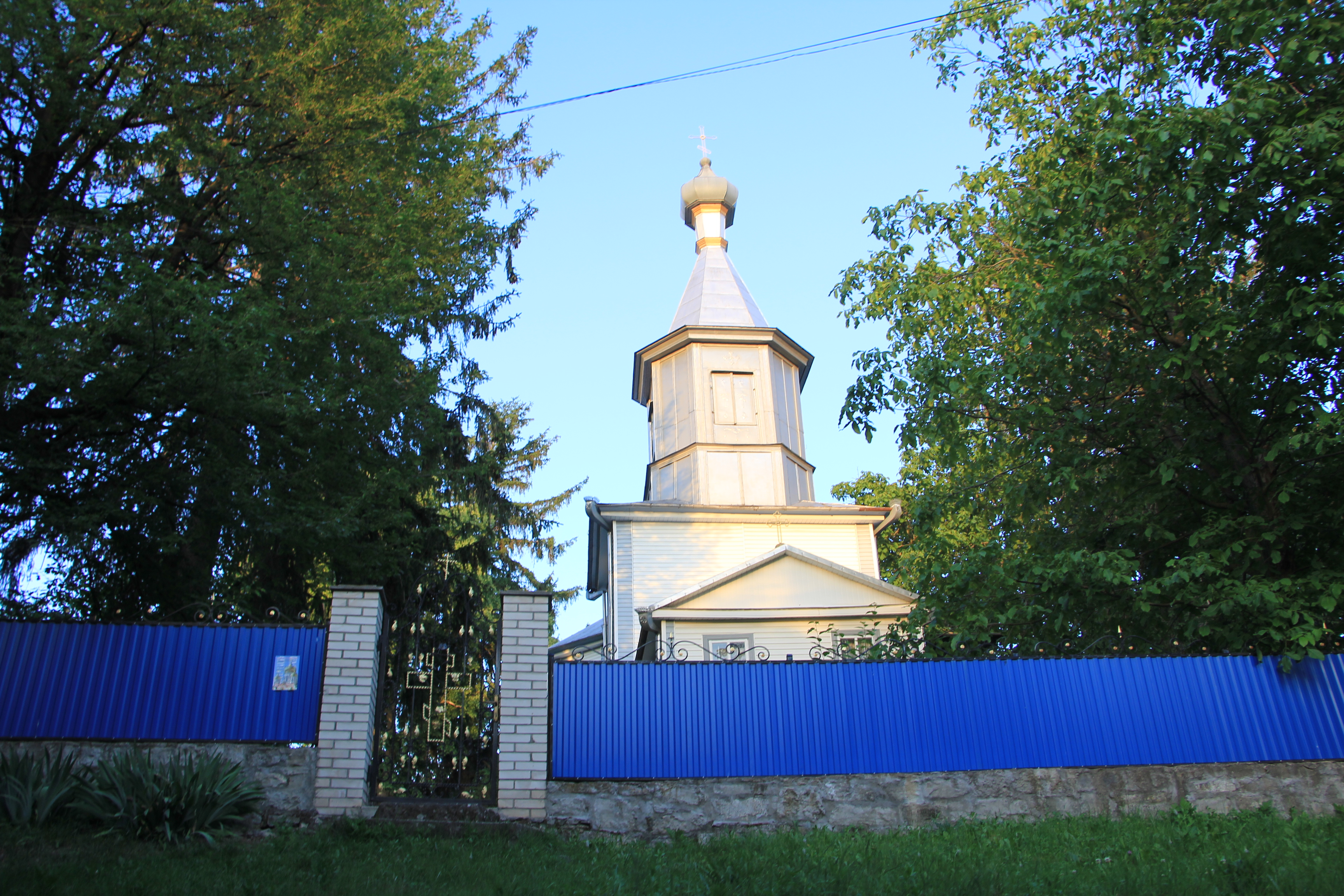
Церква Св. Миколи 1890 с. Грушівці